# Shirley Verrett
Shirley Verrett (New Orleans, Louisiana, 31 mei 1931 – Ann Arbor, Michigan, 5 november 2010) was een Amerikaanse operazangeres (mezzosopraan en sopraan). Zij genoot grote faam vanaf eind jaren zestig en werd zeer bewonderd vanwege haar stralende stem, schoonheid en grote veelzijdigheid.
Verrett werd geboren in een Afro-Amerikaans gezin van vrome zevendedagsadventisten. Zij toonde al vroeg muzikale talenten, maar oorspronkelijk stuitte een zangcarrière op bezwaren van de zijde van haar familie. Later ging Verrett studeren in Los Angeles en aan de Juilliard School in New York.

## Internationale carrière
In 1957 maakte Verrett haar operadebuut in Brittens The Rape of Lucretia. In 1958 debuteerde ze aan de New York City Opera als Irina in Kurt Weills Lost in de Stars. In 1959 maakte ze haar Europese debuut in Keulen in Nabokov's Rasputins Tod. In 1962 ontving ze goede kritieken vanwege haar Carmen in Spoleto, en ze herhaalde de rol aan het Bolsjojtheater in 1963 en aan de New York City Opera in 1964. Verrett verscheen voor het eerst in het Royal Opera House, Covent Garden, in 1966 als Ulrica in Un ballo in maschera.
Ze maakte in 1968 haar debuut aan de Metropolitan Opera, met Carmen, en in 1969 aan het Teatro alla Scala, met Samson et Dalila. Verretts mezzorollen omvatten Cassandra en Didon (Berlioz), Amneris, Eboli, Dalila, Azucena, Leonora in La Favorita, Glucks Orpheus en Rossini's Neocles (L'Assedio di Corinto).
In de late jaren zeventig begon ze sopraanrollen te doen, waaronder Lady Mac Beth in Verdi's Mac Beth, Selika in L'Africaine, Madame Lidoine in Poulencs Dialogues des Carmélites, Tosca, Norma, Leonore (Fidelio), Iphigénie, Alceste, Médée (Cherubini), Desdemona in Verdi's Otello (destijds gezien als een taboedoorbrekende casting) en Aida.
In 1990 zong Verrett Dido in Les Troyens bij de inauguratie van de Opera Bastille in Parijs. In 1994 maakte ze haar debuut aan Broadway in de Tony Award-winnende revival van Rodgers en Hammersteins Carousel aan Lincoln Center's Vivian Beaumont Theater, waarin ze Nettie Fowler speelde.
In 1996 werd Verrett toegevoegd aan de faculteit van de School of Music, Theatre & Dance van de Universiteit van Michigan als zangdocente.

## Autobiografie
In 2003 gaf Verrett haar memoires uit, I Never Walked Alone, waarin ze vrijelijk schrijft over het racisme dat ze in de Amerikaanse klassieke-muziekwereld tegenkwam. Toen de dirigent Leopold Stokowski haar uitnodigde om te zingen met de Houston Symphony in de vroege jaren zestig moest hij zijn uitnodiging intrekken toen de orkestleiding een zwarte solist weigerde. Stokowski maakte het later goed door haar een prestigieus aanbod te doen bij het bekendere Philadelphia Orchestra.